# Ekaterina Stoljarova
Ekaterina Andreevna Stoljarova (in russo Екатерина Андреевна Столярова?; Čusovoj, 25 aprile 1988) è una sciatrice freestyle russa, specialista nelle gobbe.

## Biografia
Nel 2010 si qualifica per la prima volta ai giochi olimpici nella gara di gobbe piazzandosi in nona posizione. Quattro anni più tardi, nelle olimpiadi di casa concluse la gara in diciannovesima posizione.
Nel 2018 ha preso parte per la terza volta ai XXIII Giochi olimpici invernali a Pyeongchang venendo eliminata nel secondo turno della finale e classificandosi undicesima nella gara di gobbe.

## Palmarès

### Mondiali juniores
- 3 medaglie:
  - 2 ori (gobbe a Krasnoe Ozero 2006 e ad Airolo 2007);
  - 1 bronzo (gobbe in parallelo ad Airolo 2007).

### Coppa del Mondo
- Miglior piazzamento in classifica generale: 10ª nel 2012.
- 4 podi:
  - 1 vittoria;
  - 1 secondo posto;
  - 2 terzi posti.

#### Coppa del Mondo - vittorie
| Data            | Luogo        | Paese  | Disciplina |
| --------------- | ------------ | ------ | ---------- |
| 26 gennaio 2008 | Mont Gabriel | Canada | MO         |

Legenda:

MO = gobbe